# Base de Verkade
Une base de Verkade, du nom de leur découvreur John G. Verkade, est une superbase de type proazaphosphatrane (ci-dessous) qui fait partie des bases non nucléophiles.

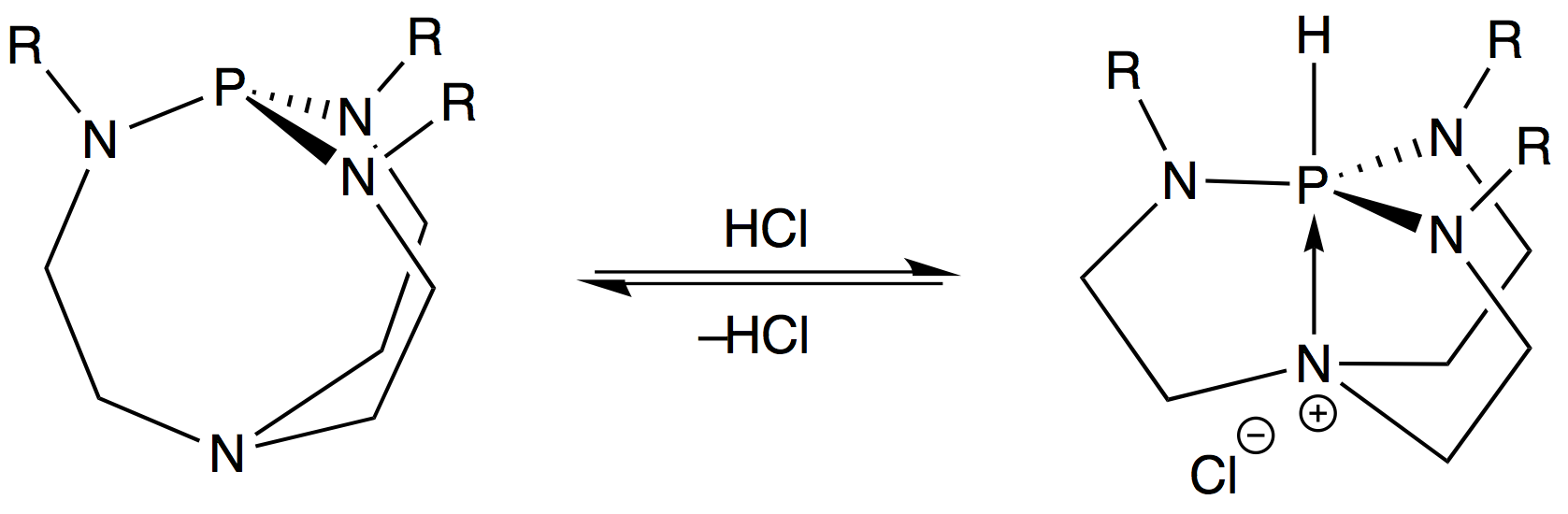
Équilibre entre la forme proazaphosphatrane (à gauche) et l'azaphosphatrane (à droite) correspondant.

## Protonation et stabilisation
Comme toute réaction acido-basique, la protonation d'un proazaphosphatrane est un équilibre mais celui-ci est très fortement déplacé vers la droite car l'ion phosphonium créé est stabilisé de façon intramoléculaire par la formation d'une liaison apicale entre l'atome d'azote du bicycle et le phosphonium. On peut d'ailleurs noter que, contrairement aux bases de type phosphazène, c'est l'atome de phosphore qui est protoné, et pas l'un des atomes d'azote.